# Blaton
Blaton – dzielnica (section) gminy Bernissart w Belgii, w Regionie Walońskim, w prowincji Hainaut, w okręgu Ath. 1 stycznia 2020 roku liczyła 4234 mieszkańców. Do 31 grudnia 1976 samodzielna gmina.

## Demografia
Liczba mieszkańców, stan na 1 stycznia:
| Rok                | 1930 | 1947 | 1961 | 2020 |
| ------------------ | ---- | ---- | ---- | ---- |
| Liczba mieszkańców | 3656 | 3798 | 3938 | 4234 |

## Transport
Przez teren dzielnicy przebiega droga regionalna N506.